# 셀러리 소금

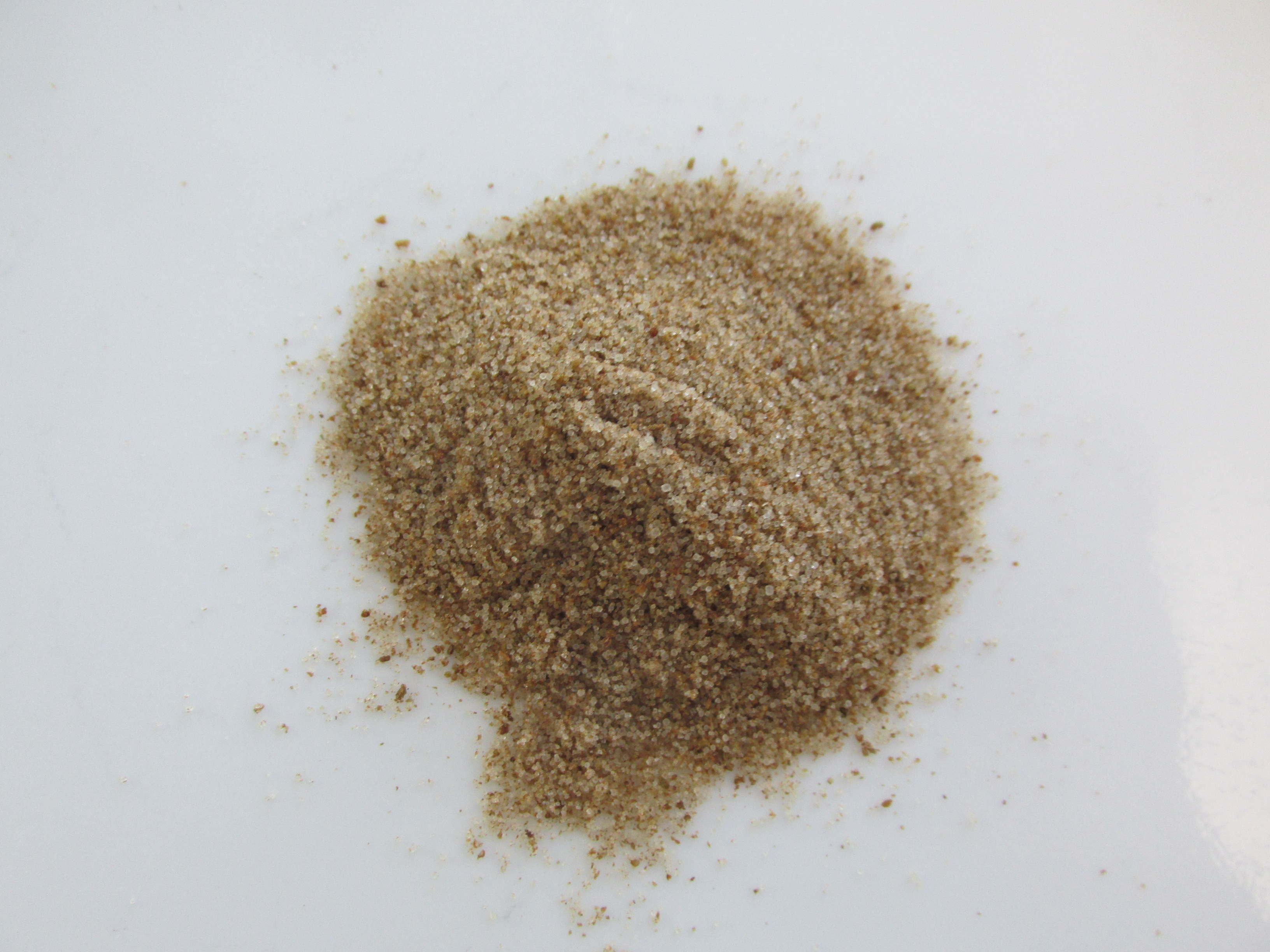
셀러리 소금

셀러리 소금 또는 셀러리 솔트(Celery salt)는 음식의 맛을 내는 데 사용되는 양념 소금이다. 주 성분은 식용 소금이고 향미제는 셀러리 또는 셀러리 관련 러비지의 씨앗이다. 때로는 말린 셀러리나 씨앗 올레오레진을 사용하여 생산되기도 한다.

## 첨가물
셀러리 소금에는 일반적으로 이산화 규소 또는 규산 칼슘과 같은 고결 방지제가 포함되어 있다.
야채로서 셀러리 씨앗에는 나트륨보다 9배 더 많은 칼륨 이온이 지배적이다.

## 용도
셀러리 소금은 블러디 메리 칵테일과 시저 칵테일의 성분이다. 또한 KFC의 비밀 향신료 믹스에도 사용되는 것으로 보고되었다. 또한 일반적으로 시카고 스타일 핫도그, 뉴욕 시스템 소시지, 샐러드, 코울슬로 및 스튜에 양념을 가하는 데 사용된다. 올드 베이 브랜드 조미료의 주요 성분이다.
식품 방부제 역할을 하는 화학 물질인 질산 나트륨은 셀러리에서 자연적으로 발생하기 때문에 셀러리 소금은 식품 생산자가 성분 목록에 질산나트륨을 직접 나열하는 것을 피하면서 부패를 방지하기 위해 종종 사용한다.